# Simon Peters Sogn (Kolding Kommune)

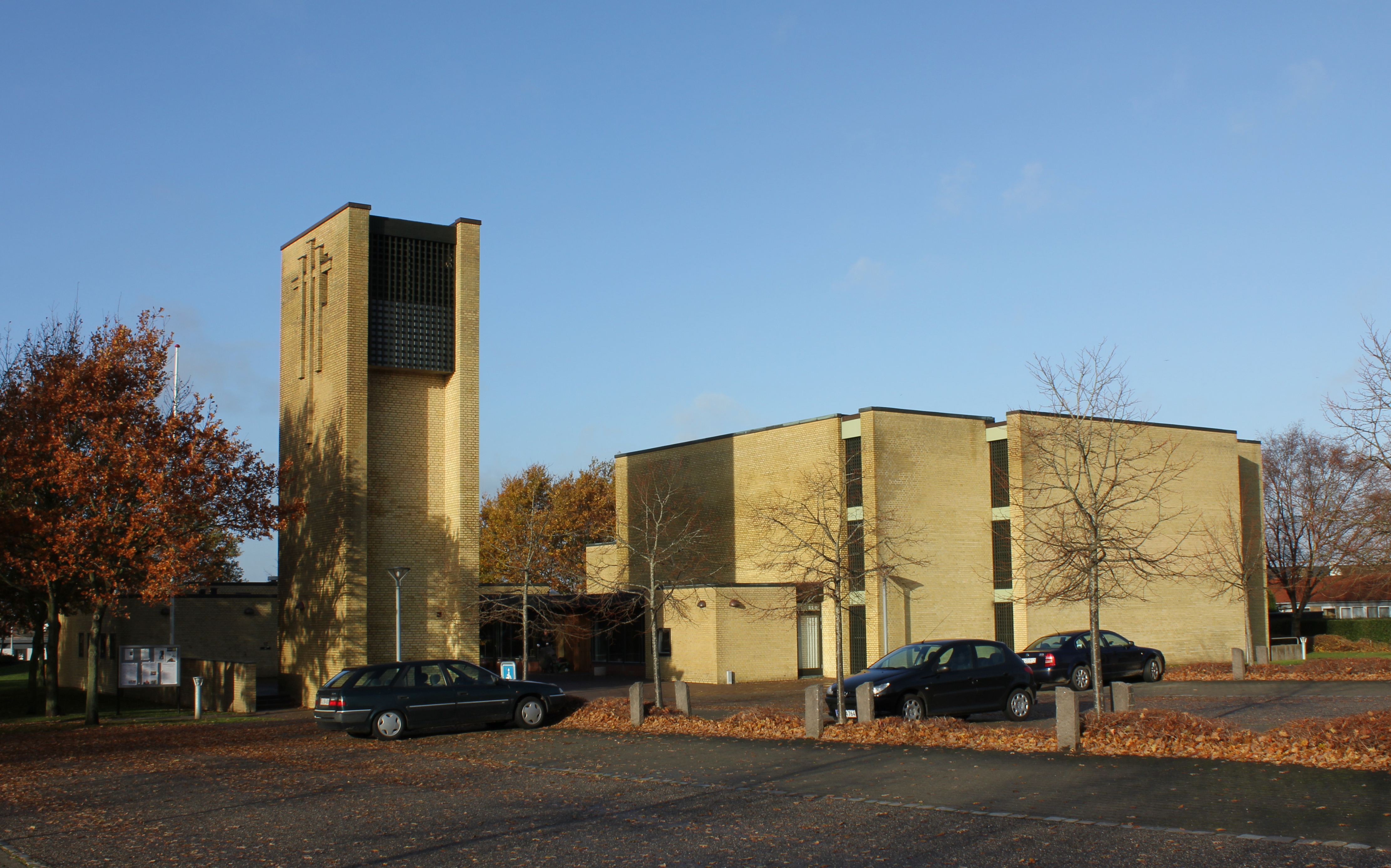
Simon Peters Kirke

Simon Peters Sogn ist eine Kirchspielsgemeinde (dän.: Sogn) im südlichen Dänemark. Bis 1970 gehörte sie zur Harde Brusk Herred im damaligen Vejle Amt, danach zur Kolding Kommune im erweiterten Vejle Amt, die im Zuge der  Kommunalreform zum 1. Januar 2007 in der „neuen“ Kolding Kommune in der Region Syddanmark aufgegangen ist.
Von den 62.338 Einwohnern von Kolding leben 7486 im Kirchspiel (Stand:1. Januar 2023). Im Kirchspiel liegt die Kirche „Simon Peters Kirke“.
Nachbargemeinden sind im Norden Bramdrup Sogn, im Südosten Sankt Nicolai Sogn und im Westen Harte Sogn.